# Autodesk Combustion
Combustion es un software de edición de vídeo usado para la aplicación de gráficos en movimiento, composición y efectos visuales. Es el hermano pequeño de los grandes sistemas de postproducción de Autodesk como Flame, Smoke e Inferno. Se parece a Adobe After Effects en su planteamiento y filosofía ya que ambos funcionan con capas. Mientras que en After Effects (AE) se trabaja directamente sobre la línea de tiempo, en Combustion es necesario componer y animar a través de módulos. También tiene línea de tiempo, pero es menos accesible que el producto de Adobe. En general la corrección de color, el manejo de las máscaras, los keyers, y el tracker son muy eficaces y proporcionan excelentes resultados.
Fue una herramienta de software de soporte principal para Autodesk Flame e Autodesk Inferno. Combustion fue una herramienta de software superior para la pintura vfx de cuadro a cuadro, con algunas de las funcionalidades que aún no se incluyen actualmente en otro software de composición en 2019.
La última versión de Combustion fue "Combustion 2008". El final de su desarrollo nunca se anunció oficialmente, pero se sabía que la compañía estaba desarrollando simultáneamente una nueva plataforma de composición, Autodesk Toxik.